# ريتشارد كيندر

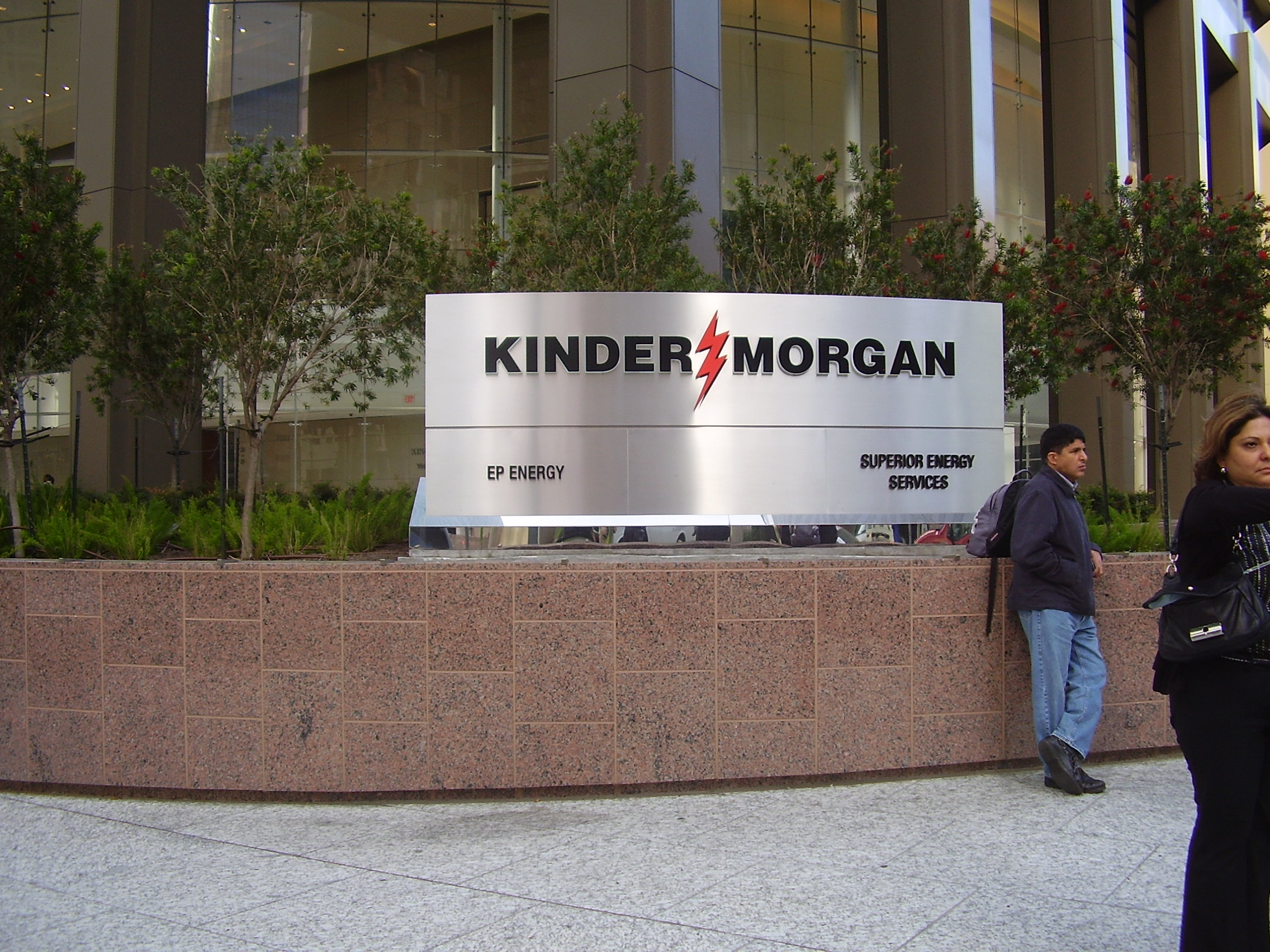
مقر شركة كيندر مورغان

ريتشارد كيندر (بالإنجليزية: Richard Kinder)‏ ( ولد في 19 أكتوبر عام 1944) رجل أعمال وفاعل خير أمريكي. الرئيس للتنفيذي ومؤسس مشارك لشركة كيندر مورغان للطاقة ومؤسس مشارك لخط فلوريدا لنقل الغاز.

## السيرة الذاتية

### النشأة والتعليم
ولد ريتشارد كيندر في كاب جيراردو، ميزوري عام 1944. حصل على شهادة البكالوريوس في عام 1966، درجة الدكتوراه في عام 1968، وكلاهما من جامعة ميسوري.
كان ريتشارد عضوا في أخوية سيجما نو في الجامعة.

### الحياة الشخصية
تزوج ريتشارد مرتين، وله ابن واحد من زوجته الأولى. كان الطلاق في عام 1996، وهو نفس العام الذي غادر فيه إنرون. يعيش ريتشارد الآن في هيوستن، تكساس.
تزوج ريتشارد للمرة الثانية في عام 1997 من نانسي كيندر.

### الأعمال الخيرية
يعتبر الثنائي من أبرز من شاركوا في حملة تعهد عطاء، حملة التبرع بجزء من الثروة للأعمال الخيرية، والتي بدأها بيل جيتس ووارن بافت. حيث قرر الثنائي في عام 2011، التبرع بما يعادل 95% من ثروتهم في حياتهم.
تم إدراج الثنائي في المركز الخمسين في قائمة مجلة فوربس لأكثر رجال الأعمال سخاءا لعام 2013، وفي المركز الثامن والعشرين في قائمة 50 فاعل خير لأكثر المساهمين في الجمعيات الخيرية.

### الأنشطة السياسية
في عام 2014، تبرع كيندر وزوجتة نانسي بمبلغ مليوني دولار لدعم المرشح الجمهوري جيب بوش في الانتخابات الرئاسية.

## الحياة المهنية
بدأ ريتشارد حياته المهنية في قطاع الطاقة كمحام في خط فلوريدا لنقل الغاز، والذي أصبح في نهاية المطاف شركة إنرون بعد سلسلة من عمليات الاندماج. وكان مؤسسها كينيث لاي صديقا لكيندر في الكلية. كان ريتشارد رئيسا للشركة ومديرها التنفيذي من عام 1990 إلى ديسمبر 1996. حيث استقال من شركة إنرون في نهاية عام 1996، لينشئ شركة أنابيب بالاشتراك مع صديق كلية آخر يدعى وليام مورغان.
قام الثنائي بشراء شركة إنرون لأنابيبب السوائل بمبلغ 40 مليون دولار. كما قاموا بإدماج الشركة مع شركة KN للطاقة. وبعد سلسلة من التوسعات أصبحت الشركة أكبر شركة طاقة في أمريكا الشمالية.
كيندر هو رئيس مجلس أمناء متحف الفنون الجميلة في هيوستن، وهو رئيس مؤسسة كيندر. كما كان عضو في مجلس إدارة النفايات بهيوستن، وعضو في مجلس إدارة مؤسسة سميثسونيان ورئيس مجلس الجمعية المشتركة للغاز الطبيعي في أمريكا.
كجمهوري، تطوع كيندر في حملة بوش للانتخابات الرئاسية في عام 1992، لجورج دبليو بوش في 2004، وجون ماكين في عام 2008، ولكاي بيلي هوتشيسون وتوم ديلاي.
في عام 2014، تم إدارج ريتشارد كيندر في قائمة فوربس لأغني الشخصيات الأمريكية. ويعتبر كيندر واحدا من سبعه مليارديرات عصامين في هيوستن، بصافي ثروة وصلت إلى 11 مليار دولار. ليكون رقم 41 في قائمة أغنياء أمريكا.

## منظمة كيندر
أسس ريتشارد ونانسي كيندر مؤسسة كيندر في عام 1997 في محاولة منهم لتطوير ودعم التعليم وتنمية منطقة هيوستن وزيادة الحدائق والمناطق الخضراء والحفاظ على البيئة. كما تبرع الثنائي بمبلغ 15 مليون دولار لجامعة رايس في عام 2010، لبناء معهد كيندر للبحوث.
مولت المؤسسة العديد من المشاريع مثل مركز بوش في الجامعة الميثودية الجنوبية، معهد تكساس للقلب وبنك الطعام في هيوستن.
في أكتوبر 2013، تم إعلان أن المؤسسة ستتبرع بمبلغ 50 مليون دولار لمجلس حدائق هيوستن لمشروعه الطرق الخضراء 2020، والذي يهدف إلى زيادة الرقعة الخضراء في المدينة وبناء الحدائق على طول المدينة.
في عام 2014، دعمت المؤسسة المشروع الديمقراطي لجامعة ميسوري الذي يهدف لتطوير طرق الدراسة التقليدية والديمقراطية الأمريكية. وفي عام 2015، تبرعت المؤسسة بمبلغ 25 مليون دولار إلى MU لتوفير الدعم الكافي للمشروع. كما وعدت بالتبرع بمبلغ 50 مليون دولار لمتحف الفنون الجميلة في هيوستن لإعادة تطوير المتحف على مساحة 14 فدان والذي تم كشف النقاب عنه في يناير 2015.

## وصلات خارجية
- حوار مع ريتشارد كيندر.
- بداية عصر جديد للطاقة - جنون المال - ريتشارد كيندر.
- تأسيس شركة كيندر مورجان.